# Frontenay-Rohan-Rohan
Frontenay-Rohan-Rohan est une commune du centre-ouest de la France située dans le département des Deux-Sèvres en région Nouvelle-Aquitaine. Anciennement appelée Frontenay-l'Abattu, elle était située en Saintonge.

## Géographie
Commune située dans l'agglomération de Niort, chef-lieu de canton, avec des commerces, écoles et collèges. Située aux portes du Marais Poitevin, elle est également placée à 10 km de Niort. La Rochelle se trouve à 54 km, et Poitiers à 88 km. Ces deux dernières villes sont les principales villes universitaires à proximité.

### Climat
Pour des articles plus généraux, voir Climat de la Nouvelle-Aquitaine et Climat des Deux-Sèvres.
Historiquement, la commune est exposée à un climat océanique du nord-ouest.  
En 2020, Météo-France publie une typologie des climats de la France métropolitaine dans laquelle la commune est exposée à un climat océanique et est dans la région climatique  Poitou-Charentes, caractérisée par un bon ensoleillement, particulièrement en été et des vents modérés.
Pour la période 1971-2000, la température annuelle moyenne est de 12,2 °C, avec une amplitude thermique annuelle de 14,5 °C. Le cumul annuel moyen de précipitations est de 812 mm, avec 12,1 jours de précipitations en janvier et 6,7 jours en juillet. Pour la période 1991-2020, la température moyenne annuelle observée sur la station météorologique la plus proche, située sur la commune de Prin-Deyrançon à 8 km à vol d'oiseau, est de 12,9 °C et le cumul annuel moyen de précipitations est de 837,0 mm,. Pour l'avenir, les paramètres climatiques de la commune estimés pour 2050 selon différents scénarios d’émission de gaz à effet de serre sont consultables sur un site dédié publié par Météo-France en novembre 2022.

## Urbanisme

### Typologie
Au 1er janvier 2024, Frontenay-Rohan-Rohan est catégorisée bourg rural, selon la nouvelle grille communale de densité à sept niveaux définie par l'Insee en 2022.
Elle appartient à l'unité urbaine de Frontenay-Rohan-Rohan, une unité urbaine monocommunale constituant une ville isolée,. Par ailleurs la commune fait partie de l'aire d'attraction de Niort, dont elle est une commune de la couronne,. Cette aire, qui regroupe 91 communes, est catégorisée dans les aires de 50 000 à moins de 200 000 habitants,.

### Occupation des sols
L'occupation des sols de la commune, telle qu'elle ressort de la base de données européenne d’occupation biophysique des sols Corine Land Cover (CLC), est marquée par l'importance des territoires agricoles (92,5 % en 2018), en diminution par rapport à 1990 (93,9 %). La répartition détaillée en 2018 est la suivante :
terres arables (65,2 %), zones agricoles hétérogènes (16 %), prairies (11,3 %), zones urbanisées (4,8 %), forêts (1,8 %), zones industrielles ou commerciales et réseaux de communication (0,8 %). L'évolution de l’occupation des sols de la commune et de ses infrastructures peut être observée sur les différentes représentations cartographiques du territoire : la carte de Cassini (XVIIIe siècle), la carte d'état-major (1820-1866) et les cartes ou photos aériennes de l'IGN pour la période actuelle (1950 à aujourd'hui).

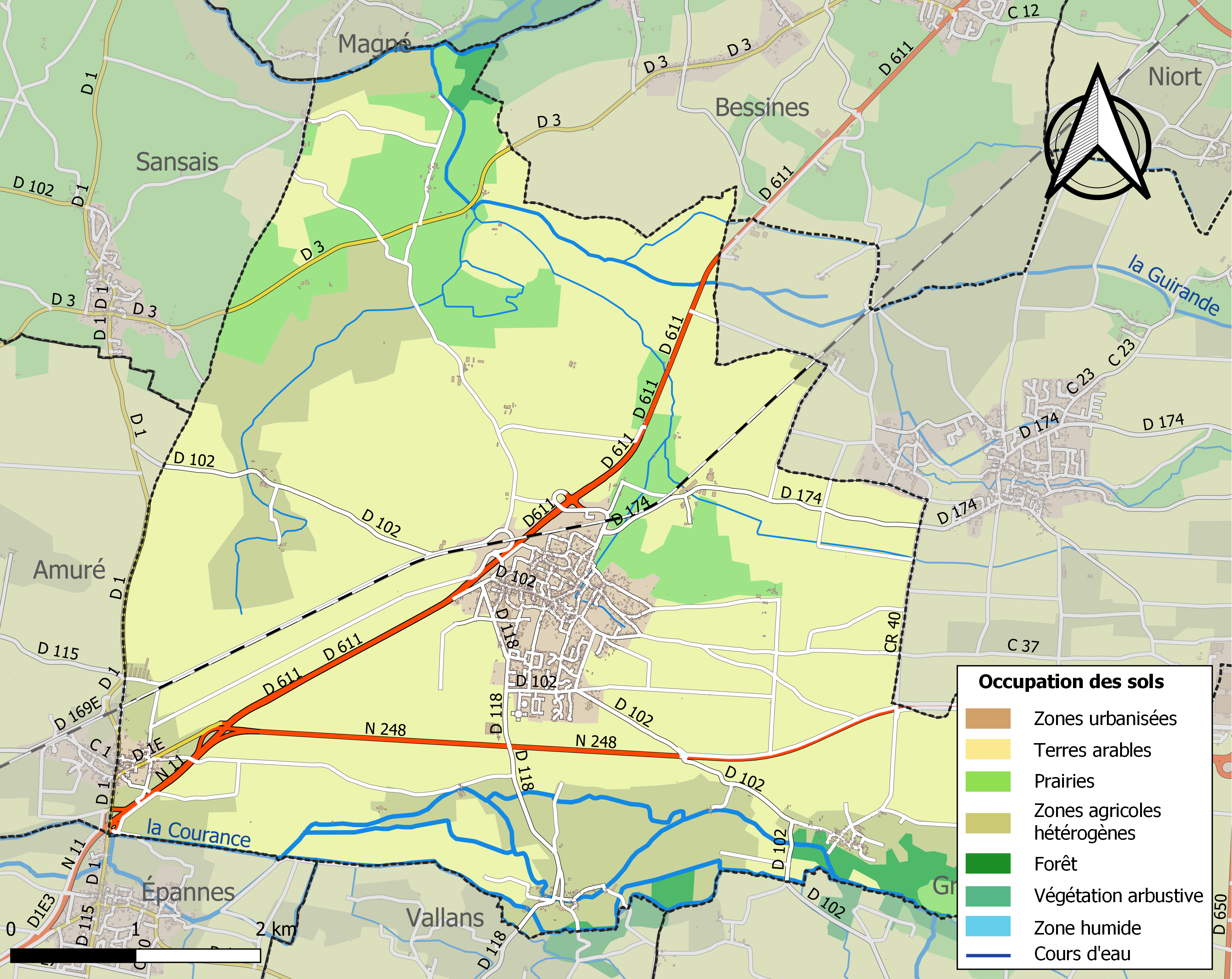
Carte des infrastructures et de l'occupation des sols de la commune en 2018 (CLC).

### Risques majeurs
Le territoire de la commune de Frontenay-Rohan-Rohan est vulnérable à différents aléas naturels : météorologiques (tempête, orage, neige, grand froid, canicule ou sécheresse), inondations, mouvements de terrains et séisme (sismicité modérée). Il est également exposé à un risque technologique,  le transport de matières dangereuses. Un site publié par le BRGM permet d'évaluer simplement et rapidement les risques d'un bien localisé soit par son adresse soit par le numéro de sa parcelle.

#### Risques naturels
Certaines parties du territoire communal sont susceptibles d’être affectées par le risque d’inondation par débordement de cours d'eau, notamment la Guirande, la Courance. La commune a été reconnue en état de catastrophe naturelle au titre des dommages causés par les inondations et coulées de boue survenues en 1982, 1983, 1999 et 2010,. Le risque inondation a vocation à être pris en compte dans l'aménagement du territoire de la commune par le biais du projet plan de prévention des risques inondation (PPRI) du « Marais poitevin ».  Une première phase d'études techniques a consisté à réviser l'atlas des zones inondables des huit communes suivantes, Bessines, Magné, Coulon, Frontenay Rohan-Rohan, Sansais, Le Vanneau-Irleau, Arçais et Saint-Hilaire-la-Palud, qui datait de 1997. Au regard des enjeux, un PPRI  a été prescrit le 23 juin 2022 sur le territoire des communes de Bessines, Coulon et Magné.

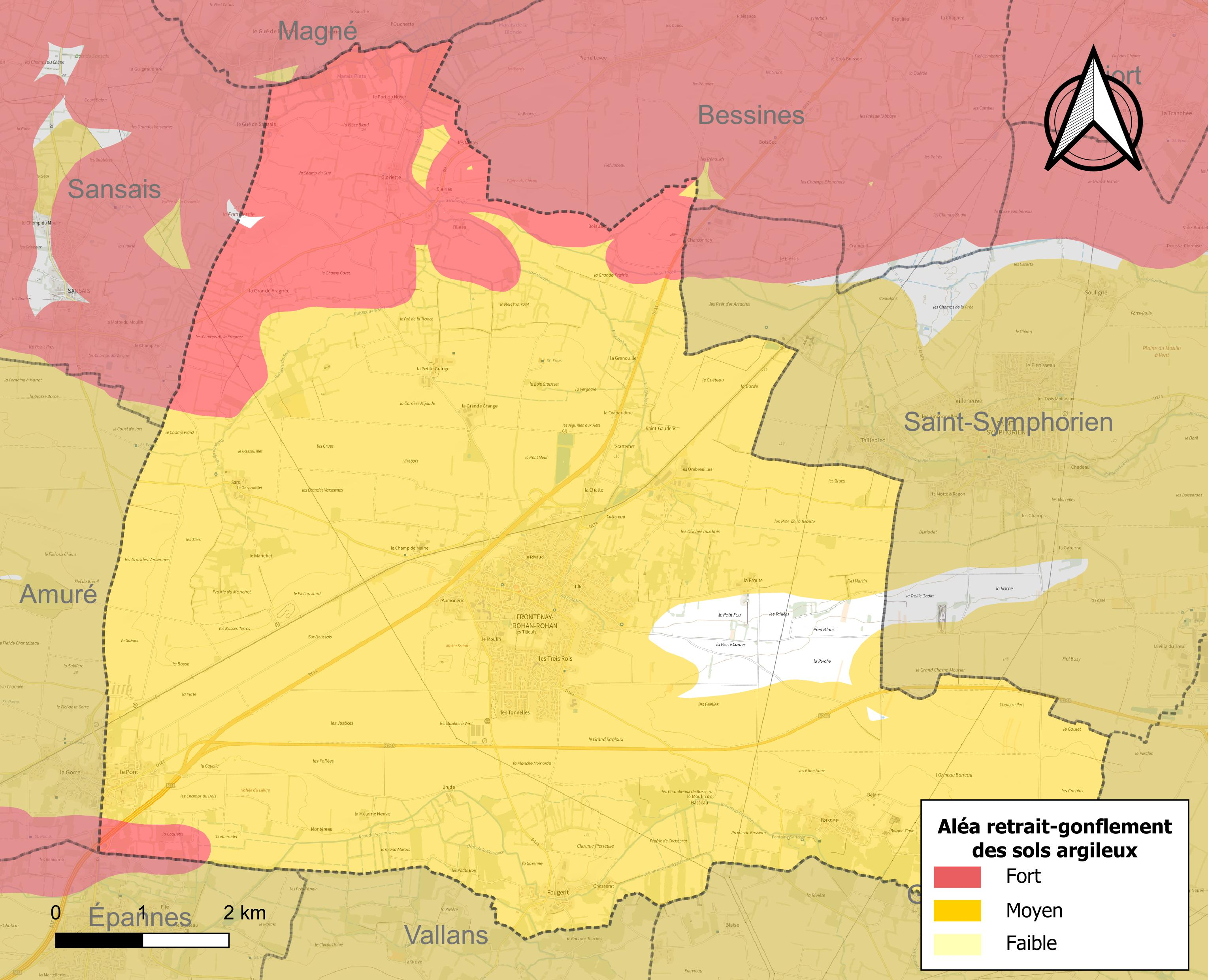
Carte des zones d'aléa retrait-gonflement des sols argileux de Frontenay-Rohan-Rohan.

Les mouvements de terrains susceptibles de se produire sur la commune sont des tassements différentiels. Le retrait-gonflement des sols argileux est susceptible d'engendrer des dommages importants aux bâtiments en cas d’alternance de périodes de sécheresse et de pluie. 96,6 % de la superficie communale est en aléa moyen ou fort (54,9 % au niveau départemental et 48,5 % au niveau national). Depuis le 1er octobre 2020, en application de la loi ELAN, différentes contraintes s'imposent aux vendeurs, maîtres d'ouvrages ou constructeurs de biens situés dans une zone classée en aléa moyen ou fort,.
La commune a été reconnue en état de catastrophe naturelle au titre des dommages causés par la sécheresse en 1992, 1996, 2003, 2005 et 2017 et par des mouvements de terrain en 1999 et 2010.

## Histoire
La première fois que le nom de Frontenay apparaît dans un acte public, c'est au début du règne de Louis IV d'Outremer, c'est-à-dire vers 936. Parmi des biens donnés par une nommée Sénégonde à l'abbaye Saint-Cyprien, à Poitiers, figurent des terres et bois sis à Frontaniacus.
Frontaniacus, devenu Frontenay, conserva son nom, sans adjonction jusqu'au milieu du XIIIe siècle.
À cette époque, et au cours de la guerre entreprise par Saint-Louis contre Hugues X de Lusignan (1241-1242), Frontenay fut assiégé par le roi. Frontenay était une très forte place, entourée d'une double muraille d'enceinte, soutenue de grosses et hautes tours.
Le roi de France, en la voyant estima que son armée devait être toute employée à l'assiéger, et il marcha contre elle. Après une défense héroïque et acharnée, la ville se vit réduite à implorer la merci du roi de France. Celui-ci fit transporter à Paris les principaux des prisonniers et fit répartir le reste de la garnison en divers lieux où ils furent gardés à vue. Les murailles de la place furent aussitôt démolies jusque dans leurs fondations, et il n'en resta plus pierre sur pierre ; les édifices publics, à l'exception de l'église, furent incendiés. Ainsi, la malheureuse cité fut transformée en un amas de décombres auquel on donna le nom de Frontenay l'Abattu.
En 1501, la terre et seigneurie de Frontenay devenait la propriété de Pierre de Rohan ; Louis XIV l'ayant érigée en duché-pairie quelque cent ans plus tard en l'honneur d'Hercule de Rohan qui s'était signalé dans plusieurs combats, Frontenay-l'Abattu perdit son nom ancien pour devenir simplement Rohan-Rohan. Le nom de Frontenay-Rohan-Rohan est attribué à la commune de Frontenay par un décret officiel du 15 mars 1897 »
- Émile Bourdeau : " Frontenay-Rohan-Rohan ". Imprimerie R. Payer, à Saint-Maixent-l’Ecole (1941).

La ville est donc d’abord nommée Frontenay au Moyen Âge. Elle appartient alors aux Lusignan,. Lors de la révolte que Hugues X de Lusignan, seigneur de Lusignan, comte de la Marche et d'Angoulême (1220-1249) fomente en 1242 contre Alphonse de Poitiers et son frère Louis IX, la ville est prise par l’armée royale après un siège de quinze jours. En représailles, la ville est confisquée, avec de nombreux autres biens, par la Couronne, les murailles sont rasées, et la ville est alors appelée Frontenay-l’Abattu. Philippe IV le Bel la donne au connétable Gaucher V de Châtillon, qui l'échange en mai 1298 avec Guy de Lusignan (v. 1243-1311), seigneur de Couhé et de Peyrat, contre Fère-en-Tardenois.
Mais à la suite de l'extinction de la branche aînée des Lusignan dans les mâles (mort de Guy, frère d'Hugues XIII, en 1308), la châtellenie de Frontenay revient à la Couronne et le roi Philippe IV la donne avec le comté de la Marche à son fils Charles le Bel. Le connétable Charles de La Cerda (petit-neveu par alliance du roi Jean le Bon, et fils d'un cousin issu de germain de Charles IV le Bel) l'obtient vers 1350, mais il meurt assassiné dès 1354. Le maréchal Boucicaut (vers 1310-1368) et sa femme Florie de Linières en sont gratifiés, mais elle leur est disputée par les châtelains désignés par les Anglais après le traité de Brétigny de 1360 (notamment par Chandos au nom d'Edouard III, lors de la Guerre de Cent Ans) : 
- Andrieu/André de Montjean, prieur de Frontenay-l’Abattu et sans doute abbé de Noaillé (il fut d'abord gardien du château pour Boucicaut avant de passer du côté anglais)[26] ; puis Jean II L'Archevêque, sire de Parthenay († 1427). Cependant, Frontenay est reprise par Charles V en 1378 ; d'ailleurs Jean L'Archevêque, accusé de félonie, devra plus tard céder l'ensemble ses domaines aux rois Valois.

Le roi Charles V confie alors la châtellenie-seigneurie à Tristan Rouault de Boisménart, vicomte de Thouars par son mariage avec Péronnelle de Thouars, comtesse de Dreux, et grand-oncle du maréchal Joachim. 
- Péronnelle de Thouars († 1397) hérite de son mari, puis sa dernière sœur Marguerite de Thouars après elle. Isabelle de Thouars succède à ses deux sœurs Péronnelle et Marguerite, et transmet à sa descendance, venue de son 2e époux Ingelger Ier d'Amboise.
- Mais en 1431, leur petit-fils Louis d'Amboise (1392-1469), fils d'Ingelger II d'Amboise, est dépouillé de ses biens pour complot contre le favori du roi Charles VII, Georges Ier de La Trémoille (1384-1446 ; en 1446, son fils Louis de La Trémoïlle épousera Marguerite d'Amboise, fille de Louis d'Amboise, scellant ainsi la réconciliation entre les deux familles). Frontenay passe alors à Georges et à son frère aîné Jean de La Trémoille (1377-1449 ; sans postérité), seigneur de Jonvelle, époux en 1424 de Jacqueline/Jacquette d'Amboise, une des sœurs de Louis d'Amboise.
- Péronnelle d'Amboise, autre sœur de Louis d'Amboise, dame de Rochecorbon, vicomtesse de Tours, hérite et transmet à son mari Hardouin VIII de Maillé († 1432 ; marié en 1412)[27].

En 1501, leur petit-fils Hardouin X de Maillé (1462-1524) vend Frontenay au maréchal Pierre Ier de Rohan-(Guémené)-Gié (1451-1513), fils cadet de Louis II de Rohan-Guéméné et père de Pierre II († 1525). Pierre II, sire de Frontenay, marie en 1515 sa cousine Anne, vicomtesse de Rohan : d'où la suite des vicomtes de Rohan et des seigneurs de Frontenay des Maisons de Rohan, de Rohan-Chabot puis de Rohan-Soubise jusqu'à la Révolution.
Frontenay est érigée en juillet 1626 en duché-pairie pour Benjamin de Rohan (1583-1642 ; dernier fils du vicomte René II, lui-même petit-fils d'Anne et Pierre II ; sans postérité), baron de Soubise, chef huguenot, et sa nièce héritière Marguerite, duchesse de Rohan (à Rohan et Pontivy) et princesse de Soubise (1617-1684), sera dame du duché de Frontenay après lui ; elle épouse Henri Chabot (1615-1655). Enfin, la terre de Frontenay est de nouveau érigée en duché-pairie en octobre 1714, cette fois sous le nom de duché de Rohan-Rohan, en faveur d'Hercule-Mériadec de Rohan-(branche de Guémené-Montbazon, sous-branche de Soubise), prince de Soubise (1669-1749 ; fils de François et d'Anne de Rohan-Chabot (1648-1709), dame de Soubise et de Frontenay, elle-même fille de Marguerite et d'Henri Chabot), puis de son petit-fils Charles de Rohan (1715-1787 ; Postérité par ses filles Charlotte et Victoire), duc de Ventadour, prince de Maubuisson, de Soubise et d'Épinoy, comte de Saint-Pol, sire de Roberval et de Vigny, maréchal de France, le maréchal de Soubise.
À la Révolution la commune reprend son nom de Frontenay. En 1897 elle est renommée Frontenay-Rohan-Rohan.

## Politique et administration

### Liste des maires
Depuis 1959, six maires se sont succédé :
| Période      | Période               | Identité                                | Étiquette        | Qualité |
| ------------ | --------------------- | --------------------------------------- | ---------------- | --- |
| mai 2020     | En cours              | Olivier Poiraud                         | [Sans étiquette] | Conseiller départemental du canton de Frontenay-Rohan-Rohan 5e vice-président chargé de l'Insertion sociale et professionnelle (2021) |
| octobre 2015 | mai 2020              | Bernard Baraud                          | DVG              | Retraité |
| mars 2008    | juillet 2015 (décès)  | Brigitte Compétissa                     | DVG              | Retraitée de l'Éducation nationale Conseillère départementale du canton de Frontenay-Rohan-Rohan (2015)                               |
| juin 1995    | mars 2008             | Marc Foubert                            | PS               | Plâtrier |
| mars 1983    | juin 1995             | Gérard Fournier                         | PS               | Commandant de Gendarmerie |
| mars 1959    | mars 1983             | Jean Debègue                            |                  | Médecin |
| août 1941    | mars 1959             | Léopold Godet                           |                  | Agriculteur |
| 1928         | août 1941 (démission) | René Neau                               |                  | Commerçant |
| 1919         | 1928                  | Georges Mesnard                         |                  | Médecin |
| 1905         | 1919                  | Paul Giraud                             |                  | Huissier |
| 1899         | 1905                  | Alexandre Ecarlat                       |                  | |
| 1896         | 1899                  | Auguste Gandouet                        |                  | Médecin |
| 1882         | 1896                  | Arthur Caroit                           |                  | Notaire |
| 1876         | 1882                  | François-Victor Gerbier                 |                  | |
| 1874         | 1875                  | François-Benjamin Tristant              |                  | |
| 1865         | 1874                  | Delphin Ecarlat                         |                  | |
| 1861         | 1865                  | François-Désiré Meyer                   |                  | |
| 1848         | 1860                  | Charles-Ferdinand Chaigneau             |                  | |
| 1831         | 1848                  | Louis Percheron                         |                  | |
| 1830         | 1831                  | Pierre Guyet                            |                  | |
| 1828         | 1829                  | Charles-Alexandre Arnault               |                  | |
| 1808         | 1828                  | Jean-Paul-Etienne Laidin de la Bouterie |                  | Lieutenant Général de la Sénéchaussée, Juge                                                                                           |
| 1803         | 1807                  | Pierre-Laurent Mounier                  |                  | |
| 1790         | 1803                  | Paul-Alexandre Soreau,                  |                  | |
|              | 1790                  | Pierre-Joseph Bouthet de la Richardière |                  | Curé |

### Tendances politiques et résultats
L'étude des résultats des différentes élections montrent une certaine inclinaison à gauche de la commune.

#### Présidentielle
Lors de l'élection présidentielle de 2002 qui vit l'élimination du candidat socialiste Lionel Jospin dès le premier tour, la commune plaça ce candidat en tête du scrutin avec 21,97 % des voix, devant Jacques Chirac (UMP) qui obtint 18,93 % des voix, et bien devant Jean-Marie Le Pen (FN) qui n'obtint que 9,57 % des voix, bien loin des 16,86 % qu'il remporta sur le plan national et qui lui permirent de se qualifier pour le second tour. Au second tour, la commune marqua son opposition au Front National en donnant 89,33 % des voix à Jacques Chirac mieux que ses 82,21 % obtenus au niveau national, et seulement 10,67 % à Jean-Marie Le Pen soit 7,12 % de moins qu'au niveau national (17,79 % des voix).
Lors de l'élection présidentielle de 2007, la candidate du Parti Socialiste, Ségolène Royal, fut largement en tête dans la commune au premier et au second tour (respectivement 39,53 % et 61,13 %), devant le candidat de l'UMP et futur président de la République Nicolas Sarkozy qui obtint au premier tour 22,88 % des voix et au second tour 38,87 % des voix. Ces résultats confirment l'ancrage à gauche de la commune, et s'expliquent aussi du fait que Ségolène Royal était alors députée de la circonscription où se situe Frontenay-Rohan-Rohan depuis 1988, et présidente de la région Poitou-Charentes depuis 2004.
L'élection présidentielle de 2012, qui a vu le retour des socialistes au pouvoir, confirme encore la proximité de la commune avec le Parti Socialiste, les résultats de François Hollande pour les deux tours dépassant son score national : 37,88 % au premier tour (contre 28,63 au niveau national) et 64,82 % au second tour (contre 51,64 % au niveau national). Les résultats du candidat de l'UMP Nicolas Sarkozy sont quant à eux minorés par rapport au niveau national : 19,96 % contre 27,18 % au niveau national, et 35,18 % contre 48,36 % au niveau national.
Lors de l'élection présidentielle de 2017, Emmanuel Macron arrive en tête avec 30,17 % des voix contre 24,01 % au niveau national, suivi de Jean-Luc Mélenchon avec 21,68 % des voix (19,58 % au niveau national) et François Fillon avec 15,14 % des voix (20,01 % au niveau national). Marine Le Pen, pourtant qualifiée pour le second tour au niveau national avec 21,30 % n'arrive que quatrième sur la commune avec 14,69 % des voix. Au second tour, Emmanuel Macron arrive en tête avec 76,55 % des voix contre 66,10 % au niveau national, largement devant Marine Le Pen qui obtient 23,45 % des voix, dix points de moins qu'au niveau national (33,90 %).

#### Législatives
Les résultats des différentes élections législatives confirment cette tendance.
Ségolène Royal y obtient lors des élections législatives de 2002 51,65 % des voix au premier tour et 61,23 % au second tour, devançant toujours largement la candidate de l'UMP.
En 2007, Ségolène Royal, présidente de la région Poitou-Charentes et ancienne candidate à l'élection présidentielle laisse son siège de député à Delphine Batho. Cette dernière obtient pour sa première élection 49,40 % des voix au premier tour dans la commune, et 64,63 % des voix au second tour.
Pour les élections législatives de 2012, à la suite du redécoupage des circonscriptions, la commune est attachée à la deuxième circonscription des Deux-Sèvres reprenant largement les cantons de l'ancienne deuxième circonscription. La candidate socialiste Delphine Batho est portée à l'Assemblée Nationale dès le premier tour avec 53,18 % au niveau de la circonscription, la commune la place plus largement en tête avec 60,17 % des voix. Lors des élections législatives de 2017, Delphine Batho, députée sortante, arrive deuxième au premier tour dans la commune ainsi qu'au niveau de la circonscription avec 29,07 % des voix à Frontenay-Rohan-Rohan et 29,79 % des voix pour la circonscription entière, devancée par la candidate de La République en Marche Christine Heintz qui obtient 37,27 % des voix sur la commune contre 31,60 %. Dans un contexte favorable aux candidats de la nouvelle majorité présidentielle, Delphine Batho l'emporte cependant au second tour avec 56,94 % des voix au niveau de la circonscription et même 61,60 % des voix sur la commune.

#### Autres
Lors des élections européennes de 2004, la commune place en tête la liste du Parti Socialiste largement en tête avec 39,07 % des voix, devant la liste de l'UMP menée par Roselyne Bachelot (12,21 %) et celle du MPF menée par Philippe de Villiers (12,08 %).
Pour les élections européennes de 2009 qui ont vu l'échec national des socialistes, la commune a placé la liste socialiste en tête avec 23,18 % des voix, devant la liste UMP (18,67 %) et la liste Europe Écologie (18,55 %).
Lors des élections régionales de 2004, la liste de gauche menée par Ségolène Royal fut plébiscitée par la commune au premier tour (62,71 % des voix) et au second tour (68,36 % des voix).
À nouveau pour les élections de 2010, la liste de gauche de Ségolène Royal fut largement en tête aux deux tours avec 48,07 % au premier tour et 72,49 % au second tour.

## Population et société

### Démographie
L'évolution du nombre d'habitants est connue à travers les recensements de la population effectués dans la commune depuis 1793. Pour les communes de moins de 10 000 habitants, une enquête de recensement portant sur toute la population est réalisée tous les cinq ans, les populations de référence des années intermédiaires étant quant à elles estimées par interpolation ou extrapolation. Pour la commune, le premier recensement exhaustif entrant dans le cadre du nouveau dispositif a été réalisé en 2006.

En 2022, la commune comptait 2 968 habitants, en évolution de +2,98 % par rapport à 2016 (Deux-Sèvres : +0,18 %, France hors Mayotte : +2,11 %).
| 1793  | 1800  | 1806  | 1821  | 1831  | 1836  | 1841  | 1846  | 1851  |
| ----- | ----- | ----- | ----- | ----- | ----- | ----- | ----- | ----- |
| 1 832 | 1 235 | 1 293 | 1 785 | 2 202 | 2 237 | 2 198 | 2 263 | 2 351 |

| 1856  | 1861  | 1866  | 1872  | 1876  | 1881  | 1886  | 1891  | 1896  |
| ----- | ----- | ----- | ----- | ----- | ----- | ----- | ----- | ----- |
| 2 344 | 2 276 | 2 205 | 2 140 | 2 073 | 2 038 | 1 941 | 1 922 | 1 939 |

| 1901  | 1906  | 1911  | 1921  | 1926  | 1931  | 1936  | 1946  | 1954  |
| ----- | ----- | ----- | ----- | ----- | ----- | ----- | ----- | ----- |
| 1 818 | 1 867 | 1 847 | 1 695 | 1 782 | 1 680 | 1 669 | 1 771 | 1 766 |

| 1962  | 1968  | 1975  | 1982  | 1990  | 1999  | 2006  | 2011  | 2016  |
| ----- | ----- | ----- | ----- | ----- | ----- | ----- | ----- | ----- |
| 1 746 | 1 813 | 2 097 | 2 450 | 2 571 | 2 653 | 2 920 | 2 951 | 2 882 |

| 2021  | 2022  | - | - | - | - | - | - | - |
| ----- | ----- | - | - | - | - | - | - | - |
| 2 946 | 2 968 | - | - | - | - | - | - | - |

### Enseignement
La ville de Frontenay-Rohan-Rohan possède plusieurs établissements scolaires primaire et secondaire.
L'école maternelle Jean Rostand et l'école primaire Brigitte Compétissa (anciennement école Jean de La Fontaine, nommé en l'honneur de l'ancienne maire décédée en fonctions qui avait contribué à la rénovation de l'école) assurent l'enseignement public des élèves de la ville. L'école Sainte-Jeanne-d'Arc quant à elle accueille les élèves pour la maternelle et le primaire pour un enseignement privé.
La commune abrite également le collège Albert-Camus qui accueille les élèves du canton de Frontenay-Rohan-Rohan et de l'ancien canton de Beauvoir-sur-Niort, collège le plus important des Deux-Sèvres en nombre d'élèves.
La commune a aussi inauguré sa nouvelle bibliothèque dans l'espace de la Tour du Prince. Cet espace abrite également une salle d'exposition.

### Manifestations et festivités
- Jusqu'en 2007, la ville de Frontenay-Rohan-Rohan accueillait au cours du premier week-end de septembre la Fête de la Mojette, mojette étant le nom donné dans le patois du Marais Poitevin (sud des Deux-Sèvres) au haricot blanc, cultivée dans le Marais Poitevin et particulièrement apprécié des habitants locaux. Au cours de cette fête populaire, une balade à vélo au cœur des plus beaux lieux des environs était organisée, puis la soirée était animée par un bal villageois, et parfois de concerts. Le dimanche était consacré à la fête en elle-même qui avait lieu sur la place de l'église et jusqu'à l'espace de la Tour du Prince. De nombreuses animations étaient proposées aux visiteurs, ainsi qu'un marché des produits du terroir, enfin un défilé d'enfants et d'adultes déguisés en animaux du marais notamment rythmait la journée. Au cours de cette fête, la mojette était bien entendue toujours mise en avant. Cette fête était l'occasion de constructions éphémères ou non, ainsi les Halles de la place de l'église furent construites à l'occasion d'une de ces fêtes et restèrent en place jusqu'à aujourd'hui. Plus éphémères, à de nombreuses reprises une conche imitant celles du Marais Poitevin était construite en bas de la place à la place de la rue du Champ-de-Foire.

## Économie
La ville de Frontenay-Rohan-Rohan située dans une région principalement agricole voit une partie de son économie liée à l'agriculture (céréalière et élevage). On peut cependant y trouver de nombreux services. Du fait de sa proximité avec la ville de Niort, la majorité des individus actifs de Frontenay-Rohan-Rohan travaillent à Niort, notamment dans les nombreuses mutuelles d'assurance installées à Niort ce qui lui vaut le titre de « capitale des assurances ».
La ville dispose également d'une zone d'activité au lieu-dit de la Clielle, lieu où sont installées diverses entreprises.

## Lieux et monuments
- L'église Saint-Pierre[48], porche gothique, nef et clocher romans du XIIe siècle. Le clocher et la façade ont été classés monument historique en 1903[49]. L'église conserve des reliques de saint André-Hubert Fournet.
- Le Parc du Logis, parc municipal entouré d'un logis. Le parc est ouvert au public de mai à octobre. Le logis ayant été réquisitionné par l'armée allemande lors de la Seconde Guerre mondiale, le parc renferme plusieurs blockhaus enterrés.
- L'espace de la Tour du Prince, rénovée et aménagée abrite la bibliothèque de la ville et une salle d'exposition.
- Le circuit des fontaines (la Grande Fontaine, Fontaine d'Ayron, le Bief Chabot), une course autour de ces points est d'ailleurs organisée tous les ans au printemps.
- La Fontaine de la Mariée, située dans le quartier de la Laiterie, était autrefois visitée par les jeunes mariés le jour de leurs noces. Les mariés, pour s'assurer une bonne descendance et du lait en abondance pour les femmes, buvaient un verre de l'eau de cette fontaine. Cette tradition semble avoir été abandonnée dans les années 1930.
- Pont d'Épannes, hameau partagé.

## Personnalités liées à la commune
- Hugues X de Lusignan, seigneur de Lusignan : Frontenay était l'une des places fortes appartenant à la famille des Lusignan, ce qui provoqua la destruction de la ville et de sa muraille.
- Louis IX de France, roi de France : il assiégea la ville et rasa ses fortifications en représailles à la trahison des Lusignan.
- Benjamin de Rohan, duc de Frontenay, seigneur de Soubise
- Marguerite de Rohan, duchesse de Rohan
- Charles de Rohan, prince de Soubise, duc de Rohan-Rohan, pair de France, maréchal de France.
- Roger Chatelain, conseiller général de Frontenay-Rohan-Rohan, Député des Deux-Sèvres (Parti radical).
- Ségolène Royal, ancienne députée de la circonscription de Melle de 1988 à 2007, présidente de la région Poitou-Charentes, ancienne candidate à l'élection présidentielle de 2007, participa beaucoup à la vie de la commune au cours de fêtes et d'actions pour la préservation du Marais Poitevin lors de ses mandats de députée (Parti socialiste).
- Pape Badiane, basketteur

## Héraldique
| Blason | Blasonnement : Écartelé : au premier et au quatrième contre-écartelé au I et au IV de gueules aux chaînes d'or posées en orle, en croix et en sautoir, chargées en cœur d'une émeraude au naturel, au II et au III d'azur aux trois fleurs de lys d'or, à la bande componée d'argent et de gueules brochant sur le tout, au deuxième et au troisième de gueules aux neuf macles d'or accolées et aboutées, surmontées d'un lambel de quatre pendants du même ; sur le tout d'argent à la guivre d'azur, couronnée d'or, engoulant un enfant issant de gueules. » Commentaires : Armes de la ville de Frontenay-Rohan-Rohan. Basées sur les armes de la Maison de Rohan, mais avec les lambels ajoutés pour la ville de Frontenay. |